# アリア・ディ・フィレンツェ

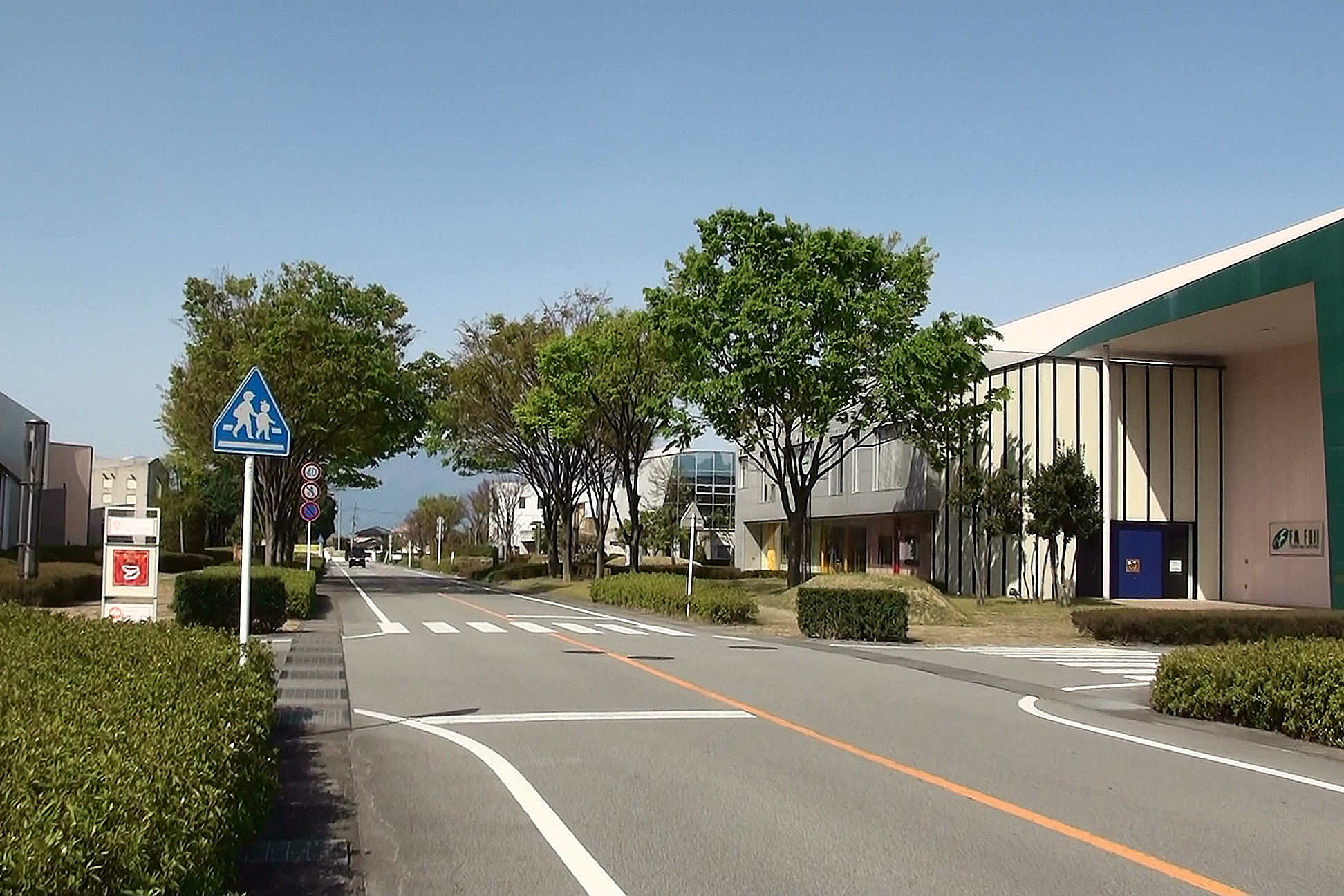
アリア・ディ・フィレンツェ

アリア・ディ・フィレンツェは、山梨県甲府市川田町にある中小企業高度化事業準拠の工業団地である。地域名はイタリア語で「フィレンツェの空気」の意。

## 概要
1987年（昭和62年）に甲府商工会議所がファッション関連の地場産業を集積し、異業種間の交流を図るための団地創設を発案したことから始まる。その後1990年（平成2年）に専門の協同組合として協同組合ファッションシティ甲府が設立され事業が本格化。農地転用の認可を受けて1992年（平成4年）に造成工事が始まり、1994年（平成6年）にオープンした。
団地内は北川原温の設計によりコンクリート造の建物を草木で装飾するなどインダストリアルデザインを重視した街並みとなっており、1995年（平成7年）にグッドデザイン賞を受賞するなど工業会からも注目されている。

## 組合概要
- 組合名:協同組合ファッションシティ甲府
- 設立:1990年9月5日
- 出資金:2,960万円

### 組合会館
- 鉄筋コンクリート造2階建
- 延床面積：1,239m2
- 施設：ホール、レストラン、会議室、サロン、庭園

## 施設詳細
- 施工主:大林組
- 開発面積:69,870m2
  - 企業用地:37,828m2
  - 公園緑地:10,0062
  - 市道面積:11,0142
  - その他水路、貯水池、共同駐車場、汚水処理施設など

## 加盟企業

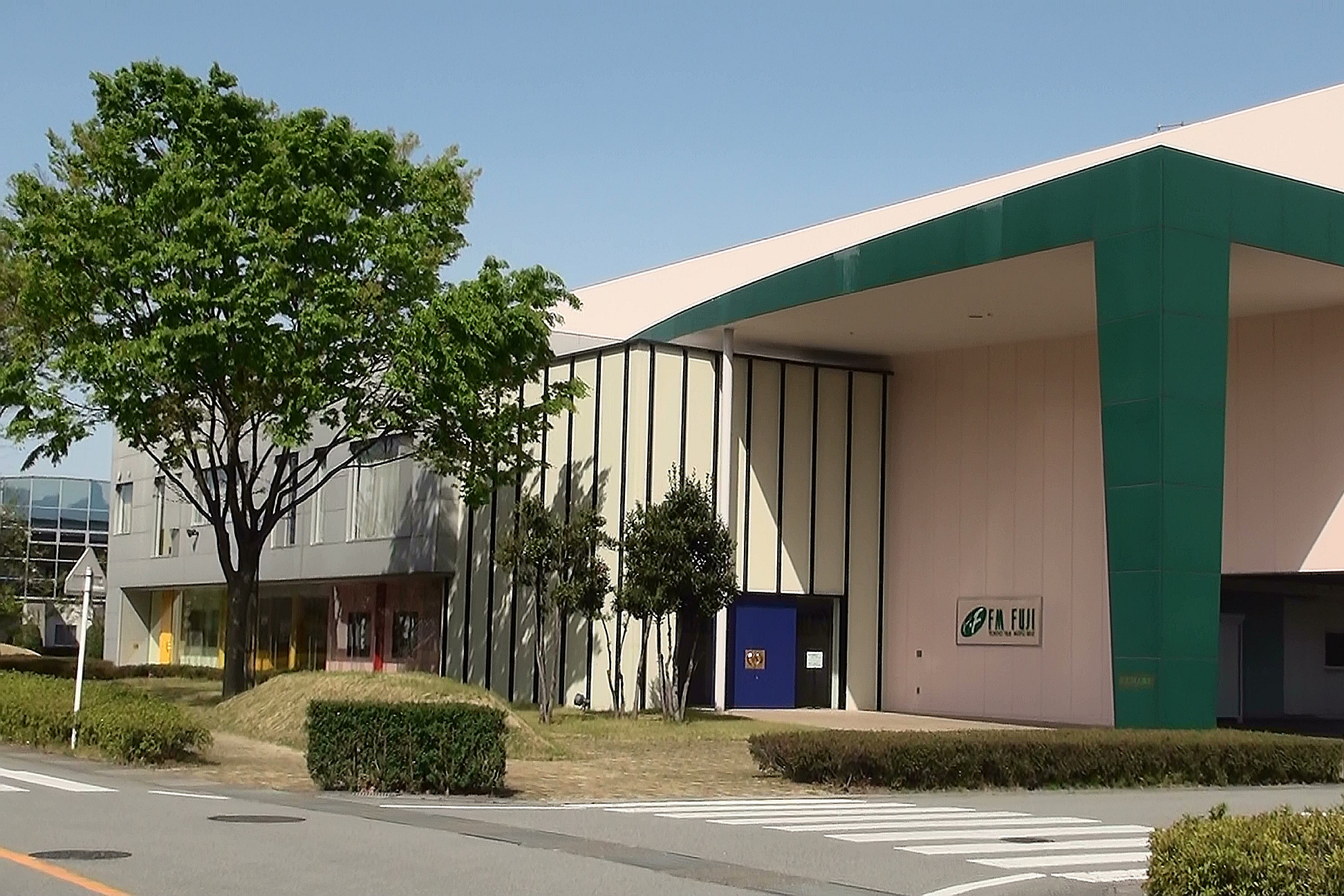
エフエム富士本社スタジオ

- 石友
- イーピーエス山梨
- 印傳屋 上原勇七
- エフエム富士
- クラウン宝飾
- グローブライト総合研究所（税理士法人 ふじはら）
- アンブローズアンドカンパニー
- 鈴宝商事
- セレクト（ヴィラ・エステリオ）
- 大東製薬工業
- LIXILトータル販売

## アクセス
- 甲府駅より車15分、石和温泉駅より車5分。
- 甲府駅バスターミナルより山梨交通バスまたは富士急バスに乗車し、「山梨県青少年センター」バス停下車徒歩1分
  - 山梨交通は90・98・99系統、富士急バスは下黒駒および富士山駅行のバスに乗車。
- 中央自動車道一宮御坂インターチェンジより車20分。